# Малиновка (Ібресинський район)
Мали́новка (рос. Малиновка, чув. Ирçе Малиновки) — селище у складі Ібресинського району Чувашії, Росія. Входить до складу Малокармалинського сільського поселення.
Населення — 169 осіб (2010; 173 у 2002).
Національний склад:
- чуваші — 92 %